# Bébé pêcheur
Bébé pêcheur és una pel·lícula muda francès dirigida per Louis Feuillade i estrenada el 1910. Aquesta pel·lícula forma part de la sèrie Bébé.

## Sinopsi
Una fada li regala a Bebè una canya de pescar miraculosa que cada cop que la llença pica un peix. Un milionari li vol comprar la canya per una gran quantitat de diners.

## Repartiment
- René Dary : Bébé
- Renée Carl : la dama
- Paul Manson : Monsieur Labèbe, el pare
- Jeanne Saint-Bonnet : La minyona
- Alphonsine Mary : Fonfon